# Aeroflot-Flug 5463
Am 30. August 1983 verunglückte eine Tupolew Tu-134 auf dem innersowjetischen Linienflug Aeroflot-Flug 5463 von Kasan über Tscheljabinsk nach Alma-Ata (heute: Almaty), wobei alle 90 Insassen starben. Zusammen mit Aeroflot-Flug 3843 ist es nach dem Aeroflot-Flug 4225 der zweitschwerste Flugunfall im heutigen Kasachstan.

## Flugzeug und Besatzung
Das Flugzeug war eine Tupolew Tu-134A (Luftfahrzeugkennzeichen CCCP-65129, Werknummer: 60630), die ab dem 31. August 1978 bis zum Unfall 9976 Flugstunden bei 6515 Flugzyklen absolviert hatte.
Die Besatzung bestand aus Flugkapitän Michailowitsch Chramow, dem Ersten Offizier Alexander Iwanowitsch Nowikow, dem Flugingenieur Wladimir Ilitsch Napajew, dem Navigator Suraf Rawlowitsch Rawilow und 2 Flugbegleiterinnen.

## Verlauf
Alle Uhrzeiten entsprechen der Moskauer Zeit.
Nach dem Start um 18:03 Uhr stieg die Tu-134 auf eine Reiseflughöhe von 10.200 m. Beim Durchflug des Luftkontrollraums um Balqasch meldeten die Piloten 48 km zu früh das Verlassen, was aber durch den dortigen Fluglotsen bemerkt und geklärt werden konnte. Nachdem sie den Zeitpunkt des Sinkflugs meldeten, erhielten sie um 19:55 Uhr die Anweisung, auf 5.100 m in Richtung des Kreisfunkfeuers Aktschi zu sinken. Der Anfluglotse in Alma-Ata gab den Piloten die Information, sie seien 95 km nordwestlich (315°) vom Flughafen entfernt und die Anweisung für eine U-Kurve, obwohl das im offiziellen Anflugschema nicht enthalten war.
Um 20:03 Uhr gab der Anfluglotse die Freigabe zum Sinkflug auf 3.600 m. Eine Iljuschin Il-62 (CCCP-86609) flog hinter der Tu-134 auf 5.700 m und sollte ebenfalls eine U-Kurve fliegen. Anstatt jedoch für die Kurve auf Kurs 140° (Südosten) zu drehen, flogen sie auf Kurs 199° (Südwesten) weiter. Dem Fluglotsen fiel der Fehler auf; er versuchte zu korrigieren und gab die Anweisung, auf den korrekten Kurs zurückzukehren und auf 2.100 m zu sinken. Aufgrund des Missgeschicks wurde die Tu-134 von der Il-62 überholt und der Lotse reagierte darauf, indem er nun der Il-62 die Höhe von 2.100 m zuwies und der Tu-134 eine neue Höhe von 1.800 m. Um 20:10 Uhr informierte der Lotse die Tu-134-Piloten über ihre Position 40 km nordwestlich (290°) von Alma-Ata und wies sie an, auf 900 m zu sinken und Funkkontakt mit dem An-/Abfluglotsen aufzunehmen.
Um 20:12 Uhr wurden die Piloten angewiesen, in einer Rechtskurve auf Kurs 230° (Südwesten) zu drehen, und hätten in einer Art rechteckigen Box den Flughafen ansteuern sollen. Die Tu-134 näherte sich den Bergen um Alma-Ata, wo eine Mindestsicherheitshöhe von 4.620 m vorgeschrieben war. Trotzdem wies der Lotse die Piloten der ca. 31 km vom Flughafen entfernten Maschine an, auf 600 m zu sinken und eine weitere Kurve zu fliegen.
Die Piloten waren sich der herannahenden Berge bewusst und begannen, eigenmächtig eine U-Kurve auf Kurs 040° (Nordosten) zu fliegen, während sie auf 600 m sanken, informierten den An-/Abfluglotsen und erhielten die Anweisung, die Kurve zu vollenden. Um 20:17:02 Uhr wurde das Bodenannäherungswarnsystem ausgelöst. Anstatt einen Steigflug einzuleiten, überlegten sie den Grund der Auslösung und ergriffen erst 1–2 s vor dem Aufprall die Maßnahme. Um 20:17:25 Uhr prallte die 370 km/h schnelle Tu-134 in 690 m über der Flughafenhöhe und 1365 m über dem Meeresspiegel gegen den Berg Dolan, 36 km südwestlich (232°) des Flughafens. Die Flugzeugnase zeigte 14° nach oben und die Querneigung betrug 11–12° nach links.

## Ursache
Als entscheidend wurden folgende Faktoren gewertet:
- Die Piloten und die Fluglotsen schafften es nicht, das Flugzeug im für die Landung gedachten Bereich zu halten
- Die Anweisung zum Sinkflug auf 600 m, obwohl die umliegenden Berge eine Mindestsicherheitshöhe von 4.620 m erforderten
- Die verzögerte Reaktion der Piloten auf die Bodenannäherungswarnung

und als beitragend:
- Die Piloten hatten sich nur unzureichend vorbereitet. Dazu gehörte, dass sie nicht über einen Ausweichflughafen gesprochen hatten.
- Sowohl die Piloten als auch die An-/Abfluglotsen hatten unzureichende Kenntnisse über die Hindernisse (Berge)
- Verstoß der Piloten gegen die Verwendung standardisierter Begriffe und ihr Versagen, mit Hilfe der Instrumente ihre Position zu bestimmen
- Es gab nur eine unzureichende Definierung des Landeluftraums und Mängel bei der Auflistung der Hindernisse um den Flughafen herum
- Flugbetrieb bei Nacht in Richtung eines Flughafens, der sich in der Nähe eines Gebirges befindet.